# Fernandoa adolfi-friderici
Fernandoa adolfi-friderici là một loài thực vật có hoa trong họ Chùm ớt. Loài này được Gilg & Mildbr. mô tả khoa học đầu tiên năm 1911.